# FeNS
FeNS (Festival novih skladb) je mednarodni glasbeni festival, ki od leta 1996 poteka vsako poletje v slovenskih obalnih mestih in je namenjen mladim, manj uveljavljenim izvajalcem. Od 2013 je del mednarodne mreže glasbenih festivalov WAF (World Association of Festivals). Razdeljen je na 3 kategorije:
- Otroški FeNS (danes: 6−9 in 10−12 let)
- Najstniški FeNS (danes: od 13−17 let)
- Nova scena FeNS (danes: 16−19 let)

FeNS je do leta 2001 potekal v okviru Melodij morja in sonca (Otroški MMS, Najstniški MMS, MMS − Nova scena), z letom 2002 pa se je osamosvojil in postal samostojen festival. V Festival novih skladb se je preimenoval leta 2006.

## Zmagovalci festivala
Zmagovalci v okviru MMS-a

### Nova scena
| Leto | Izvajalec             | Pesem                   |
| ---- | --------------------- | ----------------------- |
| 1996 | Kingston              | Ko bo padal dež         |
| 1997 | Tinkara Kovač         | Ne odhaja poletje       |
| 1998 | Botri                 | Bambina                 |
| 1999 | Lara Baruca           | Sonce in luna           |
| 2000 | Polona in Nova pot    | Obrni se                |
| 2001 | Aleksandra Čermelj    | V tebi se nov dan začne |
| 2002 | Nataša Artiček        | Prijatelj               |
| 2003 | Vika Zore             | Svobodna                |
| 2004 | Brigita Šuler         | Pesem v meni            |
| 2005 | ZEUS                  | Vse in še malo več      |
| 2006 | Ultra                 | Dan za dva              |
| 2007 | Nina Virant s skupino | Ali si pozabil          |
| 2008 | Martina Cvetković     | Prijatelj dragi         |
| 2009 | Black Cat             | Grešne misli            |
| 2010 | Ajda Stina Turek      | Grem z vetrom           |
| 2011 | Nik Mars              | Insieme                 |
| 2013 | Matic Marentič        | 005                     |
| 2014 | Sabrina Zavšek        | Te reči                 |
| 2015 | Sara Lamprečnik       | Nothing can stop me     |

### Otroški FeNS
| Leto | Izvajalec                                                                | Pesem                     |
| ---- | ------------------------------------------------------------------------ | ------------------------- |
| 1996 | Anina Trobec                                                             | Jumbo                     |
| 1997 | Ylenia Zobec                                                             | Scooter dei miei sogni    |
| 1998 | Ylenia Zobec                                                             | Pika na i                 |
| 1999 | Katja Klemenc                                                            | Potep                     |
| 2000 | Jasna Kneipp                                                             | Dragi prijatelji          |
| 2001 | Pupe                                                                     | Klobučki                  |
| 2002 | Rok Hvala                                                                | Rojstni dan               |
| 2003 | Leja Romana Zupančič in Flip                                             | Sonce, morje in mi        |
| 2004 | Timi Brinšek                                                             | Moja teta Urška           |
| 2005 | Ditka Čepin                                                              | Album s slikami           |
| 2006 | David Grom                                                               | Ta ljubezen               |
| 2007 | Nastja Gabor                                                             | Prvi ples                 |
| 2008 | Eva Boto                                                                 | Noro je, kako boli        |
| 2009 | Marko Škof                                                               | La la la na barko bom šel |
| 2010 | Klara Kolarič                                                            | Do neba letim             |
| 2011 | Nina Počkaj                                                              | Tisoč pesmi za Piran      |
| 2012 | Pika Bernetič                                                            | Krasen dan                |
| 2013 | Magdalena Rogić                                                          | Vilinsko kolo             |
| 2014 | Magdalena Rogić (do 9 let)                                               | Anđeli                    |
| 2014 | Milana Iličić (10–12 let)                                                | Nismo sami                |
| 2015 | Emanuela Malešević, Eva Tišljar in Elena Matleković (6–9 let)            | Džeparac                  |
| 2015 | Marija Badrić, Leticija Brlečić, Margareta Šurina in Allegro (10−12 let) | Zubić prića               |

### Najstniški FeNS
| Leto | Izvajalec           | Pesem                    |
| ---- | ------------------- | ------------------------ |
| 1996 | Sašo Balant         | Pesem je v mojem srcu    |
| 1997 | Aleksandra Čermelj  | Teh petnajst let         |
| 1998 | Aleksandra Čermelj  | Se mi ne da              |
| 1999 | Ylenia Zobec        | Nekam drugam             |
| 2000 | 4-ever in Pinocchio | V sanjah te obudim       |
| 2001 | Maja Požar          | Ko bi le ti              |
| 2002 | Skupina Vox         | Zvezdni voz              |
| 2003 | Anja Baš            | Zadnjič                  |
| 2004 | Eva Černe           | Sama                     |
| 2005 | Anna                | Pomlad                   |
| 2006 | Paraziti p. 13      | Ice age                  |
| 2007 | Amina Majetič       | Me pogrešaš vsaj se malo |
| 2008 | Nastja Gabor        | Moj svet                 |
| 2009 | David Grom          | Veš, da mislim nate      |
| 2010 | Nives Završnik      | Zate žal mi ni           |
| 2011 | Tjaša Hrovat        | I'm alive                |
| 2012 | Zala Smolnikar      | Lučke in bučke           |
| 2013 | Sara Pajić Osolnik  | Verjemi v nov dan        |
| 2014 | Leja Leutgeb        | Da boš tu                |
| 2015 | Teodora Stanković   | Svoja sam                |

## Ostale nagrade
Nagrada za najboljše besedilo
- 2002: Leon Oblak za Do dna in naprej (Johnny Bravo)
- 2003: Leon Oblak za Strah me je, skrij me (Johnny Bravo)
- 2011: Mojka Mehora Lavrič za Tisoč pesmi za Piran (Nina Počkaj)
- 2013: Maja Rogić za Vilinsko kolo (Magdalena Rogić)
- 2014: Maja Rogić za Anđeli (Magdalena Rogić)
- 2015: Domagoj Brlečić za Zubić priča (Marija Badrić, Leticija Brlečić, Margareta Šurina in Allegro)

Velika nagrada Svetovne zveze festivalov WAF za najboljšo izvajalko
- 2014: Klara Kolarič
- 2015: Emilija Boškić

Nagrada za najboljši festivalski nastop
- 2015: Leja Plut s plesno skupino